# José Augusto Brandão
José Augusto Brandão (Taubaté, 21 april 1911 – Taubaté, 20 juli 1989) was een Braziliaans voetballer.

## Biografie
Hij begon zijn carrière bij kleinere clubs en maakte in 1931 de overstap naar Juventus, dat toen in de hoogste klasse van het Campeonato Paulista speelde. Na één jaar ging hij voor Portuguesa spelen, ook uit São Paulo en in 1935 werd hij ingelijfd bij Corinthians, waarvoor hij het langste zou spelen. Met de club won hij vier keer het staatskampioenschap. In 1943 speelde hij kort voor Palmeiras, maar keerde datzelfde jaar nog terug naar Corinthians.
Brandão speelde ook voor het nationale elftal en nam met zijn team deel aan de Zuid-Amerikaanse kampioenschappen van 1937 en 1942 en speelde ook twee wedstrijden op het WK 1938.